# Knocknalling House

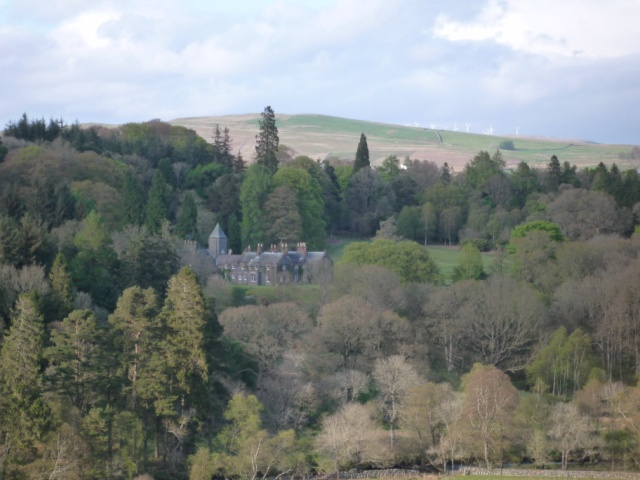
Blick über Knocknalling

Knocknalling House ist eine Villa nahe der schottischen Ortschaft St John’s Town of Dalry in der Council Area Dumfries and Galloway. 1971 wurde das Bauwerk ebenso wie die zugehörigen Stallungen in die schottischen Denkmallisten in der Kategorie B aufgenommen. Die Scheune von Knocknalling House ist hingegen ein Denkmal der höchsten Denkmalkategorie A. Alle drei Bauwerke zusammen bilden außerdem ein Denkmalensemble der Kategorie B.

## Beschreibung
Das Anwesen liegt isoliert in einer dünnbesiedelten Region rund vier Kilometer nordwestlich von St John’s Town of Dalry. Das zweistöckige Gebäude wurde im frühen bis mittleren 19. Jahrhundert erbaut und ist tudorgotisch ausgestaltet. Das Mauerwerk besteht aus Bruchstein, der grob zu Quadern behauen wurde. Die Gebäudekanten sind mit Ecksteinen abgesetzt, während Gebäudeöffnungen mit rotem Sandstein eingefasst sind. Verschiedene Fenster an der fünf Achsen weiten, südexponierten Frontseite sind durch Gesimse bekrönt. Die schiefergedeckten Dächer sind teils mit Dachgauben und hohen Kaminen gearbeitet. Nördlich schließt sich eine umfriedete Gartenanlage an die Villa an.

## Stallungen
Die direkt nördlich von Knocknalling House gelegenen Stallungen bestehen aus zwei Gebäudezeilen, die einen länglichen Hof eingrenzen. Der südliche Komplex stammt vermutlich aus dem frühen bis mittleren 19. Jahrhundert und ist heute nicht mehr im Originalzustand erhalten. Der nördlichen Komplex wurde in der zweiten Hälfte des Jahrhunderts erbaut und befindet sich weitgehend im Ursprungszustand. Das Mauerwerk besteht aus Bruchstein; am nördlichen Komplex mit abgesetzten Ecksteinen. Der Nordkomplex schließt an der Ostseite mit einem vierstöckigen Turm. Dieser weist einen quadratischen und ist mit Spitzbogenfenstern gestaltet. Im dritten Obergeschoss ist eine Turmuhr installiert. Der Turm schließt mit einem schiefergedeckten Pyramidendach.

## Scheune
Vermutlich in der Mitte des 19. Jahrhunderts wurde die zugehörige Scheune errichtet. Ihre Südseite ruht auf dem Fundament eines älteren Gebäudes. Sie liegt direkt westlich der Stallungen. Ihr Mauerwerk besteht ebenfalls aus Bruchstein mit quaderförmigen Ecksteinen. Ungewöhnlich sind die schiefernen, dreieckigen Luftauslässe. An den traufseitigen Ost- und Westfassaden führen beinahe bis zur Dachkante reichende Öffnungen mit gedrückten Rundbögen ins Innere. Die Öffnung an der Westseite wurde zwischenzeitlich mit Mauerwerk verschlossen. Das abschließende Satteldach ist mit Schiefer eingedeckt. An den Giebelseiten sind Taubenhäuser mit hölzernen Türen zu finden.